# 1922 en hockey sur glace
Cette page présente les principaux évènements de l'année 1922 au hockey sur glace.

## Amérique du Nord

### Ligue nationale de hockey
- Les Saint-Patricks de Toronto remportent la Coupe Stanley 1922.

## Europe

### Allemagne
- Le MTV Munich est le premier club à contester le titre au Berliner Schlittschuhclub, en devenant champion d'Allemagne pour la 1erfois[1].

### France
- Coupe Magnus : les Sports d’Hiver de Paris sont champions de France.

### Suisse
- HC Château d'Œx champion de Suisse (Ligue Internationale).
- EHC Saint-Moritz champion de Suisse (Ligue Nationale).

## International
- 16 mars : la Tchécoslovaquie remporte le championnat d'Europe.

## Autres Évènements

### Naissances
- 1er décembre 1922 : naissance de Vsevolod Bobrov, qui s'illustrera autant en tant que joueur (6 titres nationaux, 2 mondiaux, 1 olympique), qu'en tant qu'entraineur (1 titres national et 2 titres mondiaux).

### Début de carrière
- Dick Irvin commence sa carrière dans la Western Canada Hockey League avec les Capitals de Regina.